# هاریما، هیوگو
هاریما، هیوگو (به لاتین: Harima, Hyōgo) یک منطقهٔ مسکونی در ژاپن است که در استان هیوگو واقع شده‌است. هاریما ۳۴٬۸۳۶ نفر جمعیت دارد.

## خواهرخوانده
شهر لیما، اوهایو خواهرخواندهٔ هاریما، هیوگو هست.